# Kelly Benefit Strategies-Medifast/Saison 2007
Erfolge und Mannschaft des Teams Kelly Benefit Strategies-Medifast in der Saison 2008.

## Saison 2007

### Erfolge in der Continental Tour
| Datum       | Rennen                       | Kat. | Fahrer        |
| ----------- | ---------------------------- | ---- | ------------- |
| 12. Oktober | 5. Etappe Vuelta a Chihuahua | 2.2  | Kevin Lacombe |

### Mannschaft
| Name                | Geburtstag        | Nationalität       | Team 2006                              |
| ------------------- | ----------------- | ------------------ | -------------------------------------- |
| Kevin Bouchard-Hall | 1. April 1982     | Vereinigte Staaten | Neoprofi                               |
| Dan Bowman          | 1. Juni 1982      | Vereinigte Staaten | TIAA-CREF                              |
| Martin Gilbert      | 30. Oktober 1982  | Kanada             | Kodakgallery.com-Sierra Nevada         |
| Mark Hinnen         | 24. Mai 1988      | Kanada             | Neoprofi                               |
| Kevin Lacombe *     | 12. Juli 1985     | Kanada             | Volkswagen-Trek                        |
| Dave McCook         | 24. Dezember 1969 | Vereinigte Staaten | Jelly Belly Cycling Team               |
| Reid Mumford        | 22. Mai 1976      | Vereinigte Staaten | Neoprofi (ABD Cycling Team)            |
| Dominique Perras    | 11. Februar 1974  | Kanada             | Kodakgallery.com-Sierra Nevada         |
| Ryan Roth           | 10. Januar 1983   | Kanada             | Ex-Profi (Sympatico-Jet Fuel 2002)     |
| Justin Spinelli     | 31. August 1979   | Vereinigte Staaten | Nerac/OutdoorLights.com                |
| Johnny Sundt        | 20. März 1974     | Vereinigte Staaten | Ex-Profi (Jittery Joe's-Kalahari 2005) |
| Nick Waite          | 22. Dezember 1983 | Vereinigte Staaten | Neoprofi                               |

* Kevin Lacombe ist am 20. Juli 2007 vom kanadischen Continental Team Volkswagen-Trek zu Kelly Benefit Strategies-Medifast gewechselt.